# Dwars door België 1984
La Dwars door België 1984, trentanovesima edizione della corsa, si svolse il 22 marzo su un percorso di 204 km, con partenza ed arrivo a Waregem. Fu vinta dal belga Walter Planckaert della squadra Panasonic davanti ai connazionali Rudy Matthijs e al belga Marc Sergeant.

## Ordine d'arrivo (Top 10)
| Pos. | Corridore           | Squadra                 | Tempo    |
| ---- | ------------------- | ----------------------- | -------- |
| 1    | Walter Planckaert   | Panasonic               | 5h08'00" |
| 2    | Rudy Matthijs       | Splendor-Marc           | s.t.     |
| 3    | Marc Sergeant       | Europ Decor-Boule d'Or  | s.t.     |
| 4    | Jan van Houwelingen | Kwantum Hallen-Decosol  | a 2'10"  |
| 5    | Erik Stevens        | Eurosoap-Crack Meubelen | s.t.     |
| 6    | Eric Vanderaerden   | Panasonic               | a 2'50"  |
| 7    | Leo van Vliet       | Kwantum Hallen-Decosol  | s.t.     |
| 8    | Dirk Demol          | Splendor-Marc           | s.t.     |
| 9    | Bert Wekema         | Panasonic               | s.t.     |
| 10   | Jan Wijnants        | Tönissteiner-Lotto      | s.t.     |